# Александър Мицаров
Александър Мицаров (на гръцки: Αλέξανδρος Μητσάρης) е гъркомански революционер, деец на Гръцката въоръжена пропаганда в Македония от началото на XX век.

## Биография
Александър Мицаров е роден през 1880 година в леринското село Пътеле, тогава в Османската империя. Неговият роднина Христо Мицарев (Χρήστος Μητσάρης) също е андартски деец. Работи като учител в селото и се присъединява към гръцката пропаганда. Умира през 1939 година.